# Стайково (Великопольське воєводство)
Стайково (пол. Stajkowo) — село в Польщі, у гміні Любаш Чарнковсько-Тшцянецького повіту Великопольського воєводства.
Населення — 501 особа (2011).
У 1975-1998 роках село належало до Пільського воєводства.

## Демографія
Демографічна структура станом на 31 березня 2011 року:
|          | Загалом | Допрацездатний вік | Працездатний вік | Постпрацездатний вік |
| -------- | ------- | ------------------ | ---------------- | -------------------- |
| Чоловіки | 251     | 49                 | 172              | 30                   |
| Жінки    | 250     | 58                 | 134              | 58                   |
| Разом    | 501     | 107                | 306              | 88                   |